# The Heart of a Child (film 1915)
The Heart of a Child è un film muto del 1915 diretto da Harold M. Shaw. Girato in Gran Bretagna e prodotto dalla London Film Productions, aveva come interprete principale l'attrice statunitense Edna Flugrath. La sceneggiatura si basa sull'omonimo romanzo di Frank Danby. Nel 1920, Alla Nazimova sarebbe stata interprete di un nuovo adattamento della storia, un The Heart of a Child diretto da Ray C. Smallwood.

## Produzione
Il film fu prodotto dalla London Film Productions.

## Distribuzione
Distribuito dalla Jury Films, il film uscì nelle sale britanniche nel luglio 1915. Negli Stati Uniti, fu distribuito l'anno seguente, il 10 luglio 1916, dalla Red Feather Photoplays (Universal Film Manufacturing Company).